# Fiat Botafogo
La Fiat Botafogo Special fu un'automobile da record, costruita dal pilota argentino Adolfo Scandroglio, anche se documentazione esaustiva a tal riguardo non c'è.

## Storia
Scandroglio era un appassionato di velocità come Ernest Eldridge che costruì la Fiat Mefistofele.
Scandroglio non si capisce in quale anno, costruì questo prototipo artigianale, come una kit car "estrema", montando nel cofano motore un motore aeronautico, il Fiat A.12, lo stesso montato sulla Mefistofele.
Il nome Botafogo le fu dato in onore di una razza di cavalli argentini.
L'auto non era facile da guidare, secondo le cronache del tempo Scandroglio aveva fatto montare sul muso dell'auto un gancio e un filo lungo il circuito di modo che, in caso di uscita di pista, ci fosse almeno qualche ritegno per rallentarne la corsa.
Caratteristica di quest'auto era l'unico fanale tondo al centro della griglia del radiatore..
Con la morte di Adolfo Scandroglio l'auto è scomparsa, forse andata perduta.
Il famoso autore televisivo, conduttore televisivo e comico statunitense Jay Leno ha fatto ricostruire una replica perfetta dell'auto dalla Pur Sang, una casa automobilistica argentina specializzata nelle ricostruzioni storiche automobilistiche.
Alla Botafogo viene accreditata la velocità massima, non ufficiale, di 240 Km/h.